# Pouai
La Pouai est un fleuve côtier de la côte est de la Nouvelle-Calédonie. Elle s'écoule entre Tao et Ouaième en Province Nord et se jette dans le bassin des Loyauté.
On trouve dans la vallée de la Pouai la Cleidion veillonii (sv).